# ستيفين رونسيمان
ستيفين رونسيمان (بالإنجليزية: Steven Runciman)‏ واسم الشهرة هو جيمس كوخران ستيفينسون رونسيمان، وتم اعتماد لقب سير (نورثيمبرلاند، إنجلترا، 7 يوليه 1903 - رادويى، إنجلترا، 1 نوفمبر 2000) زونسيمان مؤرخ إنجليزي كبير التخصص في فترة العصور الوسطى. ولد في عائله ميسوره. جده، لورد رونسيمان، كان لديه مصانع مواد كيماوية وصاحب أراضي، وأباه وأمه كانوا أعضاء في البرلمان ممثلين الحزب الليبرالي في المملكة المتحدة.
دخل رونسيمان كلية إيتون وحيث تعرف هناك على جورج أورويل الذي أصبح في وقت لاحق كاتب معروف. في سنة 1921 انضم إلى ترينيتى كوليج في كمبريدج ودرس علم التاريخ. في سنة 1927 بدأ في العمل مع زميل له في بحث عن الإمبراطورية البيزنطية. مع وفاة جده في ذلك الفترة، ورث ثروه كبيرة فتمكن من أن يستقر اقتصاديًا وسافر كي يرى البلاد المختلفة.

## تاريخ الحملات الصليبية

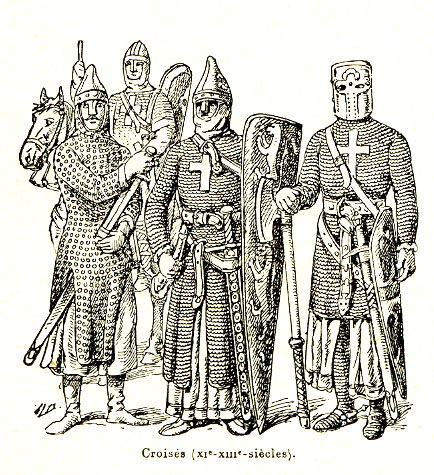
أرخ رونسيمان للحروب الصليبيه

بعدما انتهى رونسيمان من دراسته انتقل في مناصب أكاديمية ومن ثم عمل بروفيسور للفن البيزنطي في جامعة اسطنبول في تركيا (1942-1945)، ثم بدأ بالاهتمام بتاريخ الحملات الصليبية فكتب عنها أهم مؤلفاته « تاريخ الحملات الصليبية» A history of the Crusades الذي نشه على ثلاث أجزاء، «الحملة الصليبية الأولى وتأسيس مملكة أورشليم» (1951)، «مملكة أورشليم والشرق الفرنجى 1187-1100» (1952)، «مملكة عكا والحملات الصليبية الأخيرة» (1954)، واعتمد في كتاباته على عدد كبير من النصوص التاريخية أذي كتبها المؤرخين القدام من الشرق والغربة، وساعده في هذا معرفته للغات كثيرة كاللغة اللاتينية واليونانية والعربية وتركي والفارسية والعبرية. رونسيمان قدم تاريخه عن الحروب الصليبية بقوله: «بغض النظر عن اعتبارها شيء عظيم ومغامرة مسيحيه رومانتيكيه أو اعتبارها آخر الغزوات الهمجية، فهي حقيقه مركزيه في تاريخ العصور الوسطى».
و من أقواله التي تحمل مغزى كبير قوله: «إذ تواجد قراء يعتبرون معالجتي للمواضيع خاطئة، فلا يوجد شيء يمكنني أن أقوله غير أن الكاتب يجب أن يكتب بطريقته الخاصة. وأن الشكوى من أن الكاتب لا يكتب ما كان سيكتبه المنتقدين لا ألفوا الكتاب بأنفسهم، وكان سيكون بلا شك خارج نطاق المنتقدين».
على الرغم من شهرة كتابه عن الحروب الصليبية والذي صار مرجع مهم معظم مؤلفات رونسيمان كانت عن الإمبراطورية البيزنطية والمنطقة المحيطة لها في العصور الوسطى، لكن كتب كتاب أخر اسمه «الراجاس البيض» The White Rajahs عن تاريخ سراوق في جنوب شرق أسيا (1960). عمل رونسيمان في العديد من جامعات في بريطانيا وأمريكا وكان رئيس الاتحاد الانجلو-هيلينى The Anglo-Hellenic League ومدير معهد الآثار البريطانى British Institute of Archaeology في أنقرة.

## مؤلفاته
- The Emperor Romanus Lecapenus and His Reign - 1929
- The First Bulgarian Empire -1930
- Byzantine Civilization -1933
- The Medieval Manichee : A Study of the Christian Dualist Heresy - 1947
- A History of the Crusades: Volume 1, The First Crusade and the Foundation of the Kingdom of Jerusalem -1951
- 1952- A History of the Crusades: Volume 2, The Kingdom of Jerusalem and the Frankish East *History of the Crusades: Volume 3, The Kingdom of Acre and the Later Crusades Cambridge
- The Eastern Schism: A Study of the Papacy and the Eastern Churches in XIth and XIIth Centuries -1953
- The Sicilian Vespers: A History of the Mediterranean World in the Later Thirteenth Century -1958
- The White Rajahs -1960
- The Fall of Constantinople 1453 -1965
- The Great Church in Captivity -1968
- The Last Byzantine Renaissance -1970
- The Orthodox Churches and the Secular State -1972
- Style and Civilization -1975
- The Byzantine Theocracy -1977
- Mistra -1980
- Patriarch Jeremias II and the Patriarchate of Moscow -1985
- A Traveller's Alphabet.Partial Memoirs -1991

## فهرست
1. 1 2   https://www.medievalacademy.org/page/CompleteCorrFellow. اطلع عليه بتاريخ 2023-03-28. {{استشهاد ويب}}: |url= بحاجة لعنوان (مساعدة) والوسيط |title= غير موجود أو فارغ (من ويكي بيانات) (مساعدة)
2. ↑   https://www.lrb.co.uk/the-paper/v38/n20/rosemary-hill/herberts-herbertinas. {{استشهاد ويب}}: |url= بحاجة لعنوان (مساعدة) والوسيط |title= غير موجود أو فارغ (من ويكي بيانات) (مساعدة)
3. ↑  Runciman p.XI/1
4. ↑  Runciman p.XI/3

## روابط خارجية
- ستيفين رونسيمان على موقع ميوزك برينز (الإنجليزية)